# Onésime Lacouture
Onésime Lacouture (né le 13 avril 1881 à Saint-Ours-sur-le-Richelieu et mort le 17 novembre 1951) est un père jésuite, connu pour avoir initié au Canada français un mouvement spirituel nommé lacouturisme, assimilable à un perfectionnisme religieux.